# Les Vieux Coucous
Les Vieux Coucous (Let's Go Fly a Coot) est le vingtième épisode de la vingt-sixième saison de la série télévisée Les Simpson et le 572e épisode de la série. Il est sorti en première sur le réseau Fox le 3 mai 2015.

## Synopsis
Le père de Milhouse met sa maison en vente, parce qu'il a voulu lui plaire lors d'un week-end de garde ; Homer prend un certain goût à gâcher les anniversaires depuis lors, mais, puni par un comité officiel, il doit organiser l'anniversaire de Rod Flanders. Lors de la fête, quelques vétérans, anciens collègues de guerre d'Abraham, le père de Homer, font une représentation, prévue comme divertissement. Bart rencontre Annika, la cousine hollandaise de Milhouse fraîchement arrivée pour un séjour de vacances dans sa famille américaine. Pour impressionner la jeune fille qui le manipule lors de tous ses caprices, Bart commence à fumer. Pendant ce temps, les anciens collègues de guerre d'Abraham se donnent pour mission d’apprendre le respect du aux aînés par leurs enfants, et Abraham en profite pour raconter une partie de sa vie qui montera à Bart que les gens qui jalousent les autres pour impressionner le font souvent à leurs dépens.